# Elektrotermia
Elektrotermia jest działem elektrotechniki (jedna z jej specjalizacji), nauki i techniki dotyczącym przemian energii elektrycznej w ciepło do celów użytkowych lub przemysłowych.
Do przemian elektrotermicznych powszechnych w przemyśle należą:
- Przemiana oporowa, gdzie ciepło jest wytwarzane kosztem pracy prądu elektrycznego, który przepływa przez przewodnik elektryczny w stanie stałym. Poprzez spadek napięcia na rezystancji przewodnika drut się nagrzewa i oddaje ciepło do otoczenia.
- Przemiana elektrodowa, gdzie ciepło jest wytwarzane w cieczy kosztem pracy prądu elektrycznego, który jest doprowadzony do tej cieczy za pomocą elektrod.
- Przemiana łukowa, gdzie ciepło jest wytwarzane kosztem pracy prądu elektrycznego, który przepływa przez środowisko gazowe w obszarze wyładowania łukowego.
- Przemiana indukcyjna, polegająca na wytwarzaniu ciepła w środowisku przewodzącym, kosztem energii pola elektromagnetycznego, działającego na to środowisko.
- Przemiana pojemnościowa, polegająca na wytwarzaniu ciepła w środowisku dielektrycznym, kosztem energii pola elektromagnetycznego, działającego na to środowisko.
- Przemiana promiennikowa, gdzie ciepło jest wytwarzane kosztem energii promienistej, emitowanej przez elektryczne źródło promieniowania podczerwonego.
- Przemiana elektronowa, gdzie ciepło jest wytwarzane kosztem energii kinetycznej strumienia elektronów przyspieszanych w polu elektrycznym.
- Przemiana plazmowa, gdzie ciepło jest wytwarzane kosztem energii wewnętrznej plazmy, wytwarzanej w obszarach wyładowań wielkiej częstotliwości.
- Przemiana mikrofalowa, gdzie ciepło jest wytwarzane kosztem energii fal elektromagnetycznych o częstotliwościach rzędu gigaherców.

Do realizacji przemian energii elektrycznej w ciepło wykorzystuje się urządzenia elektrotermiczne. Można je podzielić na:
- urządzenia komorowe
  - piece elektryczne (np. piec łukowy, piec oporowo-łukowy, piec oporowy)
  - suszarki elektryczne
  - cieplarki elektryczne
- urządzenia bezkomorowe
  - elektryczne narzędzia grzejne (np. lutownice)
  - elektryczne przyrządy grzejne (np. ogrzewacze wnętrzowe)
  - nagrzewnice elektryczne
  - przewody grzejne